# فرودگاه ریشیری
فرودگاه ریشیری (به انگلیسی: Rishiri Airport) یک فرودگاه همگانی با کد یاتا RIS است که یک باند فرود آسفالت بتن دارد و طول باند آن ۱۸۰۰ متر است. این فرودگاه در کشور ژاپن قرار دارد .

## شرکت‌های هواپیمایی و مقصدهای پروازی
| شرکت‌های هواپیمایی | مقصدهای پروازی  |
| ----------------- | --------------- |
| آل نیپون ایرویز   | فصلی: نیو چیتوز |
| هوکایدو ایر سیستم | اوکاداما        |